# Max Stromeyer
Maximilian Karl Matthäus Stromeyer (né le 6 mai 1830 à Constance, mort le 17 mars 1902 dans la même ville) est bourgmestre de Constance de 1866 à 1877.

## Biographie
Stromeyer est élève d'un lycée de Constance. Après des stages, il devient conseiller fiscal à Pfullendorf. En 1865, il se rend à Constance en tant que syndic, où il est élu maire le 11 octobre 1866. En tant que libéral, il soutient de manière significative les politiques de réforme et de modernisation. Pendant son mandat, il y a un boom de la construction : par exemple la Seestraße (de) et le port. Les lignes de chemin de fer de Constance à Romanshorn (1871) et de Constance à Winterthur (1875) sont ouvertes. Au cours de son mandat en 1868, Constance devient le siège du 6e régiment d'infanterie du duché de Bade. En 1875, l'hôtel ouvre ses portes dans les murs médiévaux de l'île des dominicains.
Dans sa fonction de bourgmestre, Stromeyer, catholique, est membre des commissions de la fondation catholique à Constance. Comme il n'a pas rempli sa fonction au sens de l'ordinariat de l'archevêque de Fribourg et que des écoles et des fondations, en particulier le riche hôpital de la fondation de Constance (de), sont retirées du parrainage catholique, il y a un conflit public qui attire l'attention de tout le pays, en particulier avec l'administrateur du diocèse Lothar von Kübel (de). L'arrière-plan est le nouveau règlement de la loi de fondation de 1870 sur l'administration des biens des fondations catholiques laïques. Par décision du 14 février 1869, le vicariat capitulaire de l'archevêque de Fribourg l'exclut des « droits communautaires ecclésiastiques et de la réception des saints sacrements » (excommunication mineure). Les poursuites pénales sont menées par l'autorité de l'État de Bade, mais il n'y a pas de verdict clair dans le différend.
Le 4 avril 1877, le conseil municipal de Constance élit Otto Winterer comme nouveau maire, succédant au démissionnaire Max Stromeyer.
À partir de 1878, Stromeyer fonde plusieurs sociétés bancaires et de transit, qui échouent toutes après une courte période. Quatrième entreprise créée, Stromeyer fonde la société en commandite M. Stromeyer Lagerhausgesellschaft en 1878, qui obtient une existence plus longue. Après la mort de Stromeyer en 1902, l'ancien directeur général, Wilhelm Stiegeler (de), reprend l'entreprise.
Stromeyer est cofondateur de l'Association pour l'histoire du lac de Constance et ses environs (de) et de la Loge maçonnique de Constance.

## Source, notes et références
- (de) Cet article est partiellement ou en totalité issu de l’article de Wikipédia en allemand intitulé « Max Stromeyer » (voir la liste des auteurs).

1. ↑  (en) Günter Hoffmann, Heinrich Ernst Kromer (1866 - 1948) : Leben und Werk, Books on Demand, 2021, 284 p. (ISBN 9783754346891, lire en ligne), p. 248
2. ↑  (de) Philipp Zieger, « Die lange Geschichte des Konstanzer Sparkassengebäudes: Einst war es der Stolz der Reichspost », sur Südkurier (de), 2018 (consulté le 20 juillet 2022)